# Energy (Operation Ivy)
Energy is het debuut- en enige studioalbum van de Amerikaanse ska-punkband Operation Ivy. Het album werd door Lookout! Records uitgebracht op vinyl en cassette. Met Energy scoorde de band geen hit, maar het album bleek bijzonder invloedrijk in de punkscene. Vele bands hebben het album genoemd als inspiratie voor hun eigen werk. In 1991 verscheen een heruitgave op cd, waaraan nummers van de ep Hectic en de sampler Turn it around! waren toegevoegd.
Het nummer "Knowledge" is in 1994 gecoverd door de Zweedse punkband Millencolin en uitgebracht op de ep Skauch. Green Day coverde het nummer ook en gaf het uit op het album 1,039/Smoothed out slappy hours.

## Ontvangst
Adam Bregman van AllMusic noemde Energy een "unsurpassed, highly intelligent, extremely fun record" en een van de "best works of the rightfully maligned ska-punk genre". Bradley Torreano van AllMusic recenseerde de heruitgave Operation Ivy. Volgens hem bevat de heruitgave alle underground klassiekers. Hij beschouwt de heruitgave als "the best ska punk collection by a single band committed to disc". Punknews.org rekent de muziek in hun recensie van de heruitgave Operation Ivy niet alleen tot ska-punk maar ook tot reggaecore. Volgens de recensie is het geluid van de band vaak gekopieerd, maar nooit op het niveau van Operation Ivy: "It's been done a thousand times over, but no one has equalled Operation Ivy's tenasity, infectousness,and lyricall genius." In 2016 belandde Operation Ivy met het album in de lijst van 40 greatest one-album wonders van Rolling Stone.

## Nummers
1. "Knowledge" - 1:40
2. "Sound System" - 2:14
3. "Jaded" - 1:49
4. "Take Warning" - 2:44
5. "The Crowd" - 2:10
6. "Bombshell" - 1:01
7. "Unity" - 2:13
8. "Vulnerability" - 1:58
9. "Bankshot" - 1:30
10. "One of These Days" - 1:05
11. "Gonna Find You" - 1:52
12. "Bad Town" - 2:32
13. "Smiling" - 1:44
14. "Caution" - 1:23
15. "Freeze Up" - 2:19
16. "Artificial Life" - 2:03
17. "Room Without a Window" - 1:31
18. "Big City" - 2:14
19. "Missionary" - 2:05
20. "Junkie's Runnin' Dry" - 2:03
21. "Here We Go Again" - 2:04
22. "Hoboken" - 1:10
23. "Yellin' in my Ear" - 1:31
24. "Sleep Long" - 2:06
25. "Healthy Body" - 1:40
26. "Officer" - 1:55
27. "I Got No" - 1:15

## Samenstelling
- Jesse Michaels - zang, teksten
- Tim Armstrong - gitaar, zang
- Matt Freeman - basgitaar, zang
- Dave Mello - drums, zang
- Paul Bae - saxofoon

Noot: Paul Bae is geen lid van de band, hij heeft een gastoptreden op het album.